# Amancey
Ne doit pas être confondu avec Amance (Haute-Saône).
Amancey est une commune française située dans le département du Doubs, la région culturelle et historique de Franche-Comté et la région administrative Bourgogne-Franche-Comté.

## Géographie

### Climat
Pour des articles plus généraux, voir Climat de la Bourgogne-Franche-Comté et Climat du Doubs.
En 2010, le climat de la commune est de type climat de montagne, selon une étude du Centre national de la recherche scientifique s'appuyant sur une série de données couvrant la période 1971-2000. En 2020, Météo-France publie une typologie des climats de la France métropolitaine dans laquelle la commune est exposée à un climat semi-continental et est dans la région climatique Jura, caractérisée par une forte pluviométrie en toutes saisons (1 000 à 1 500 mm/an), des hivers rigoureux et un ensoleillement médiocre.
Pour la période 1971-2000, la température annuelle moyenne est de 8,8 °C, avec une amplitude thermique annuelle de 16,7 °C. Le cumul annuel moyen de précipitations est de 1 401 mm, avec 13,3 jours de précipitations en janvier et 10,2 jours en juillet. Pour la période 1991-2020, la température moyenne annuelle observée sur la station météorologique de Météo-France la plus proche, « Coulans », sur la commune d'Éternoz à 5 km à vol d'oiseau, est de 10,5 °C et le cumul annuel moyen de précipitations est de 1 259,2 mm. 
La température maximale relevée sur cette station est de 38,7 °C, atteinte le 24 août 2023 ; la température minimale est de −18,9 °C, atteinte le 20 décembre 2009,,.
Les paramètres climatiques de la commune ont été estimés pour le milieu du siècle (2041-2070) selon différents scénarios d'émission de gaz à effet de serre à partir des nouvelles projections climatiques de référence DRIAS-2020. Ils sont consultables sur un site dédié publié par Météo-France en novembre 2022.

## Urbanisme

### Typologie
Au 1er janvier 2024, Amancey est catégorisée bourg rural, selon la nouvelle grille communale de densité à 7 niveaux définie par l'Insee en 2022.
Elle est située hors unité urbaine. Par ailleurs la commune fait partie de l'aire d'attraction de Besançon, dont elle est une commune de la couronne,. Cette aire, qui regroupe 310 communes, est catégorisée dans les aires de 200 000 à moins de 700 000 habitants,.

### Occupation des sols
L'occupation des sols de la commune, telle qu'elle ressort de la base de données européenne d’occupation biophysique des sols Corine Land Cover (CLC), est marquée par l'importance des territoires agricoles (72,1 % en 2018), en augmentation par rapport à 1990 (70,6 %). La répartition détaillée en 2018 est la suivante : 
prairies (34,5 %), terres arables (29,5 %), forêts (23,1 %), zones agricoles hétérogènes (8,2 %), zones urbanisées (4,7 %). L'évolution de l’occupation des sols de la commune et de ses infrastructures peut être observée sur les différentes représentations cartographiques du territoire : la carte de Cassini (XVIIIe siècle), la carte d'état-major (1820-1866) et les cartes ou photos aériennes de l'IGN pour la période actuelle (1950 à aujourd'hui).

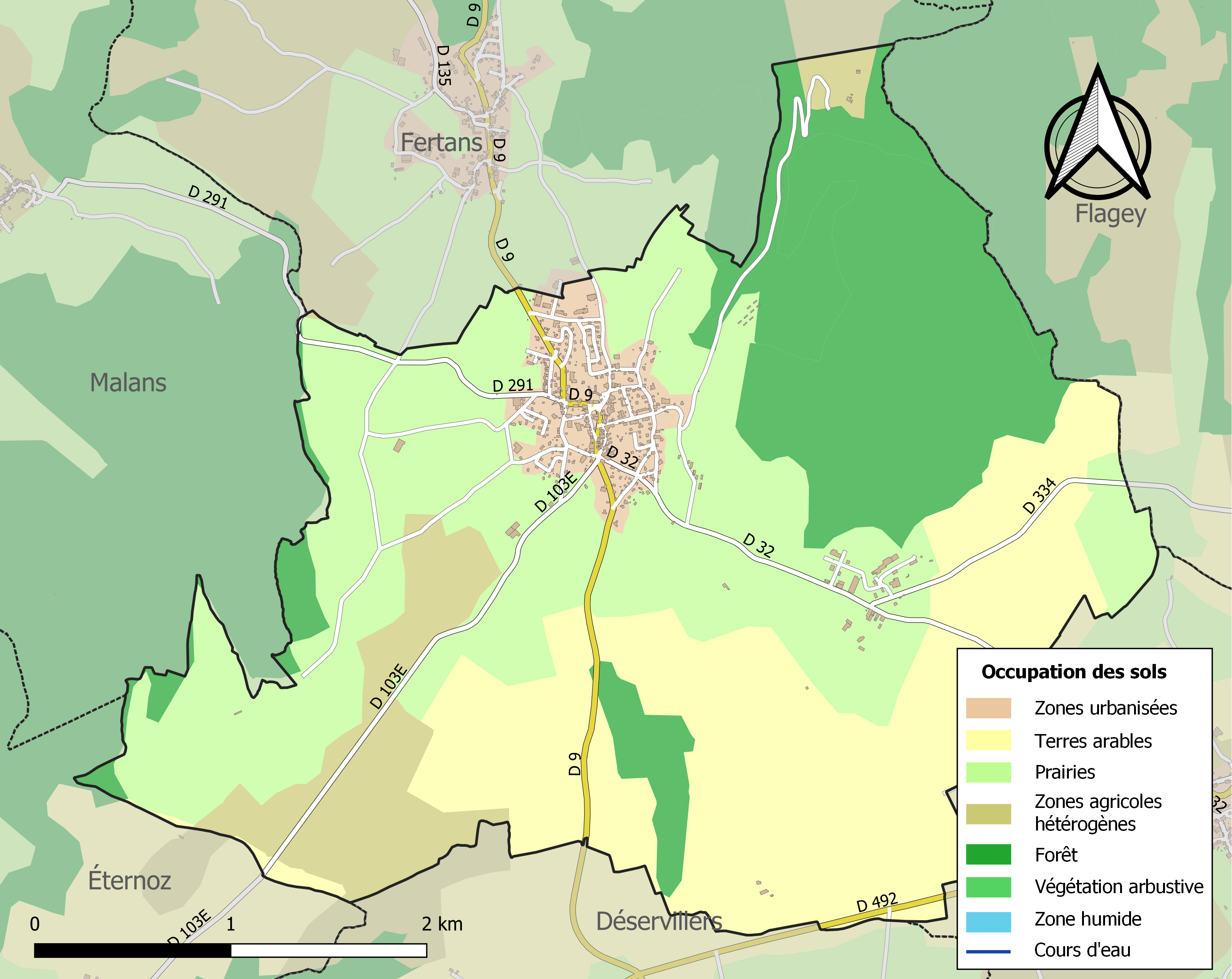
Carte des infrastructures et de l'occupation des sols de la commune en 2018 (CLC).

## Histoire
Le village apparaît dans les textes au XIIe siècle, intégré à la paroisse de Fertans. Après les crises du XIVe siècle, Amancey jouit d’un essor considérable qui la propulse au 1er rang des localités du plateau. La population augmente régulièrement, passant de 100 habitants en 1476 à plus de 800 en 1851.
A la Révolution, Amancey se libère de la tutelle de Fertans grâce à Alexandre Besson (1758-1826), dont la carrière politique dans les assemblées nationales rejaillit sur son village natal. En octobre 1790, Amancey est promu chef-lieu de canton. Création de la paroisse en 1805. « Cinq clochers, quatre cent cloches (Félix) mille sonneurs ». Pendant la Seconde Guerre mondiale, un acte de provocation de la Résistance contre l'occupant ayant provoqué la mort d'un Allemand, des représailles ont eu lieu.
En 1973, Amancey devient le chef-lieu d'un regroupement de communes avec Amondans, Cléron, Fertans et Malans dans le cadre d'une fusion-association ; la première ex commune retrouvera son indépendance en 1979 et les 3 autres en 1981.

## Politique et administration
| Période                                  | Période                     | Identité                                          | Étiquette | Qualité    |
| ---------------------------------------- | --------------------------- | ------------------------------------------------- | --------- | ---------- |
| avant 1995                               |                             | Roland Morel                                      | DVD       |            |
| 1995                                     |                             | Guy Maréchal                                      |           |            |
| mars 2001                                | En cours (au 1er juin 2020) | Philippe Maréchal, Réélu pour le mandat 2020-2026 | LR        | Professeur |
| Les données manquantes sont à compléter. |                             |                                                   |           |            |

## Démographie
Les habitants sont nommés les Amancéens.
L'évolution du nombre d'habitants est connue à travers les recensements de la population effectués dans la commune depuis 1793. Pour les communes de moins de 10 000 habitants, une enquête de recensement portant sur toute la population est réalisée tous les cinq ans, les populations de référence des années intermédiaires étant quant à elles estimées par interpolation ou extrapolation. Pour la commune, le premier recensement exhaustif entrant dans le cadre du nouveau dispositif a été réalisé en 2007.

En 2022, la commune comptait 731 habitants, en évolution de +7,66 % par rapport à 2016 (Doubs : +1,88 %, France hors Mayotte : +2,11 %).
| 1793 | 1800 | 1806 | 1821 | 1831 | 1836 | 1841 | 1846 | 1851 |
| ---- | ---- | ---- | ---- | ---- | ---- | ---- | ---- | ---- |
| 590  | 550  | 563  | 607  | 626  | 652  | 661  | 751  | 816  |

| 1856 | 1861 | 1866 | 1872 | 1876 | 1881 | 1886 | 1891 | 1896 |
| ---- | ---- | ---- | ---- | ---- | ---- | ---- | ---- | ---- |
| 774  | 745  | 808  | 721  | 705  | 660  | 697  | 642  | 611  |

| 1901 | 1906 | 1911 | 1921 | 1926 | 1931 | 1936 | 1946 | 1954 |
| ---- | ---- | ---- | ---- | ---- | ---- | ---- | ---- | ---- |
| 604  | 618  | 631  | 544  | 548  | 504  | 521  | 507  | 516  |

| 1962 | 1968 | 1975 | 1982 | 1990 | 1999 | 2006 | 2007 | 2012 |
| ---- | ---- | ---- | ---- | ---- | ---- | ---- | ---- | ---- |
| 489  | 461  | 451  | 505  | 535  | 616  | 627  | 628  | 666  |

| 2017 | 2022 | - | - | - | - | - | - | - |
| ---- | ---- | - | - | - | - | - | - | - |
| 687  | 731  | - | - | - | - | - | - | - |

## Lieux et monuments
- Église Saint-Jean-Baptiste, dans laquelle se trouve un crucifix du XVIe siècle en bois polychrome, et un retable et autel du XVIIIe siècle en bois doré et polychrome.
- Ferme en pierre, se situant au lieu-dit la Forêt
- Oratoire Notre-Dame, calvaire construit en rocaille comprenant une niche renfermant une statuette de la Vierge datant de 1765 situé au lieu-dit Le Pagre[21].
- École, construite en 1878, dont l'architecte fut Baille et se situant 13, rue de l'Église.
- Gendarmerie, construite par Mario Capra de 1966 à 1968, elle est faite de béton armé et parpaing de ciment, située 14, Grande-Rue.

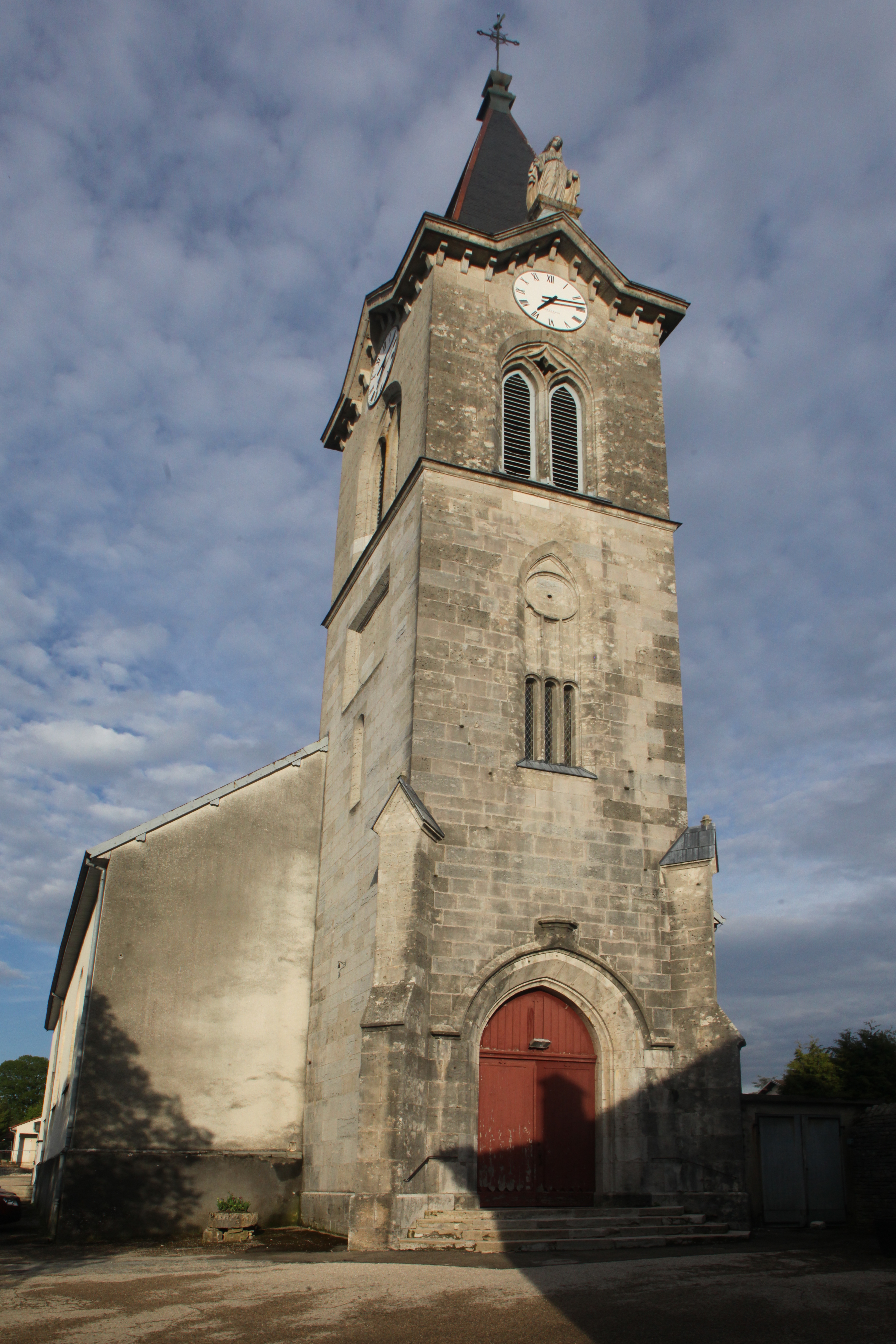
Église.
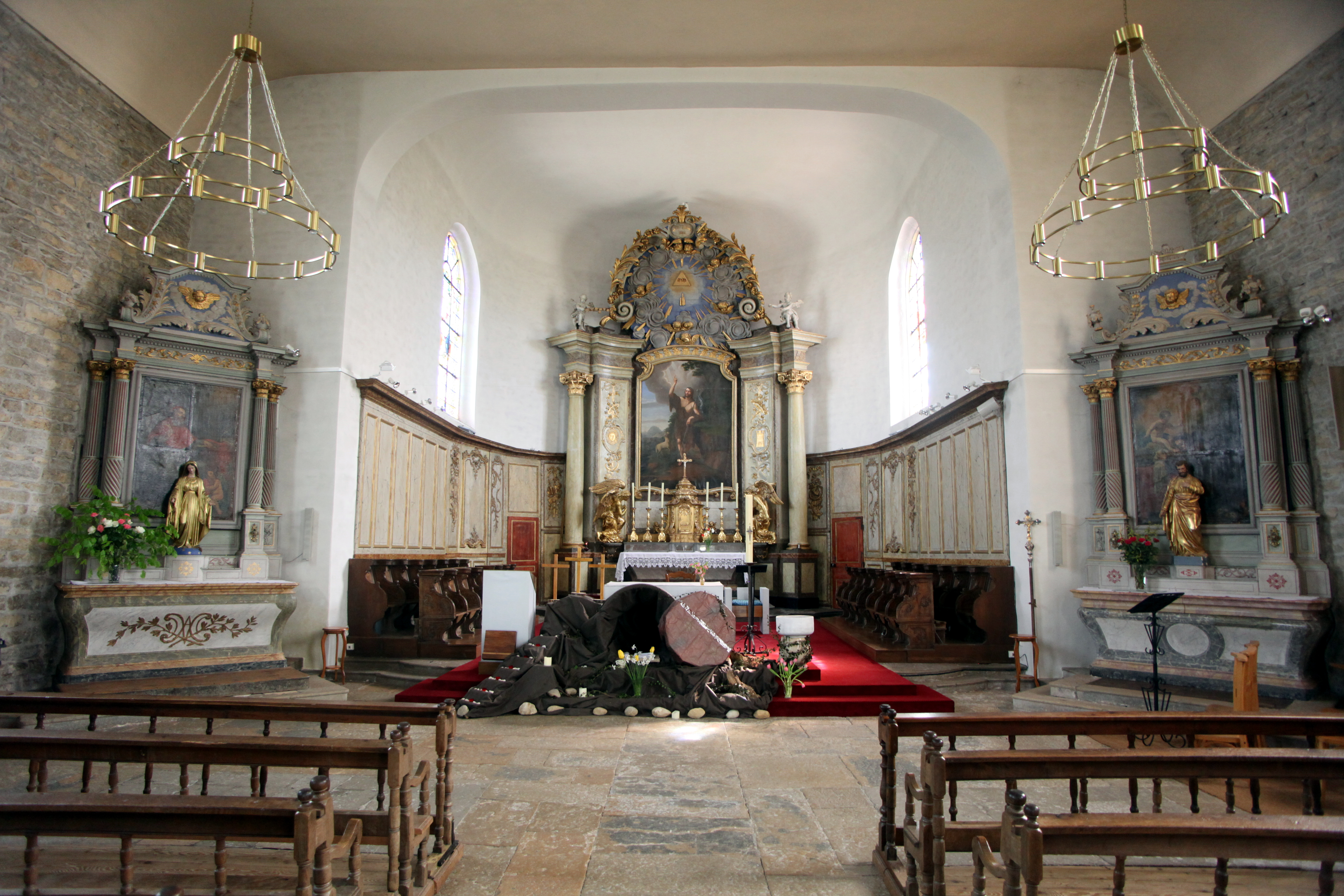
Intérieur de l'église.
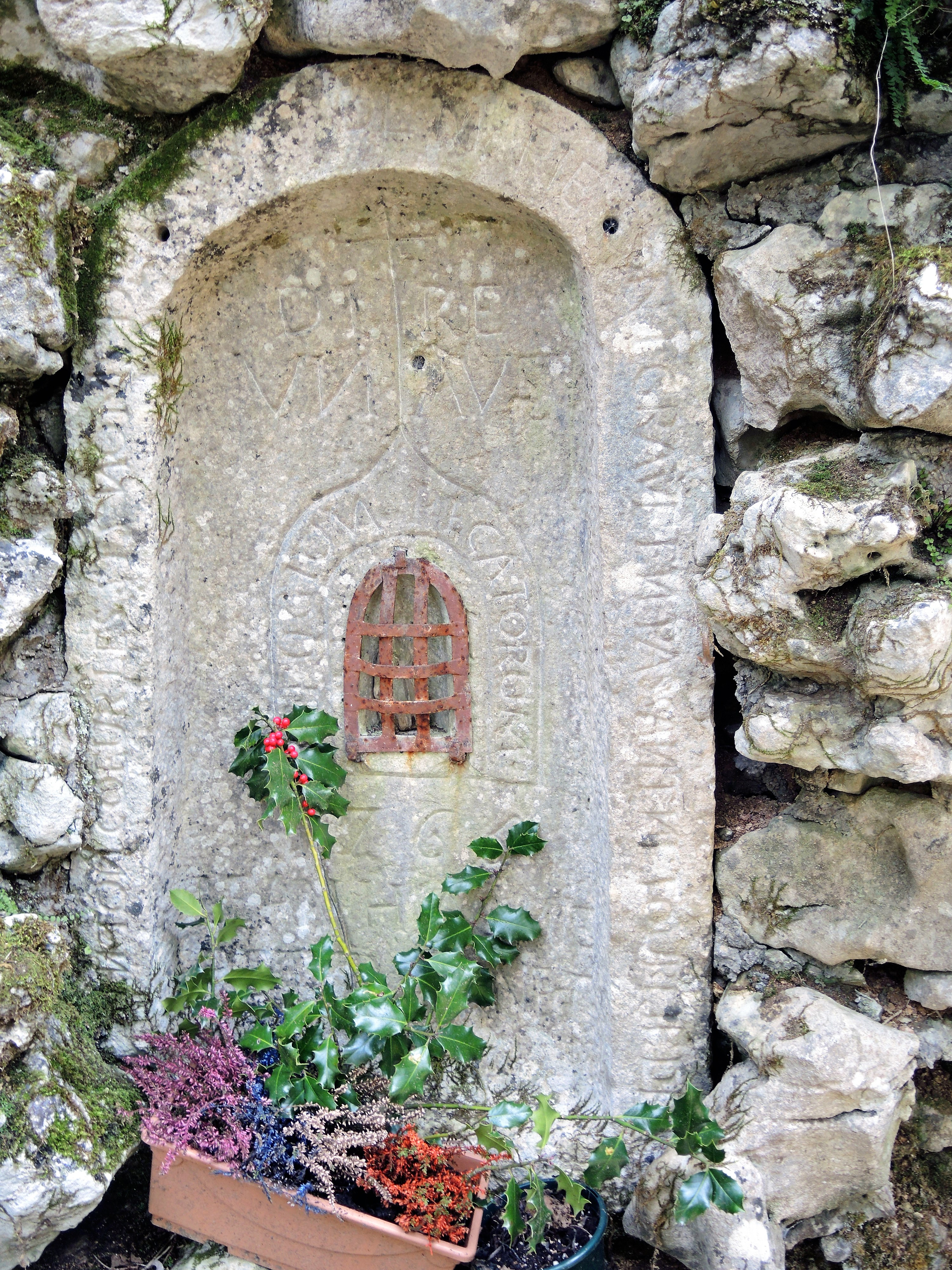
Oratoire Notre-Dame.
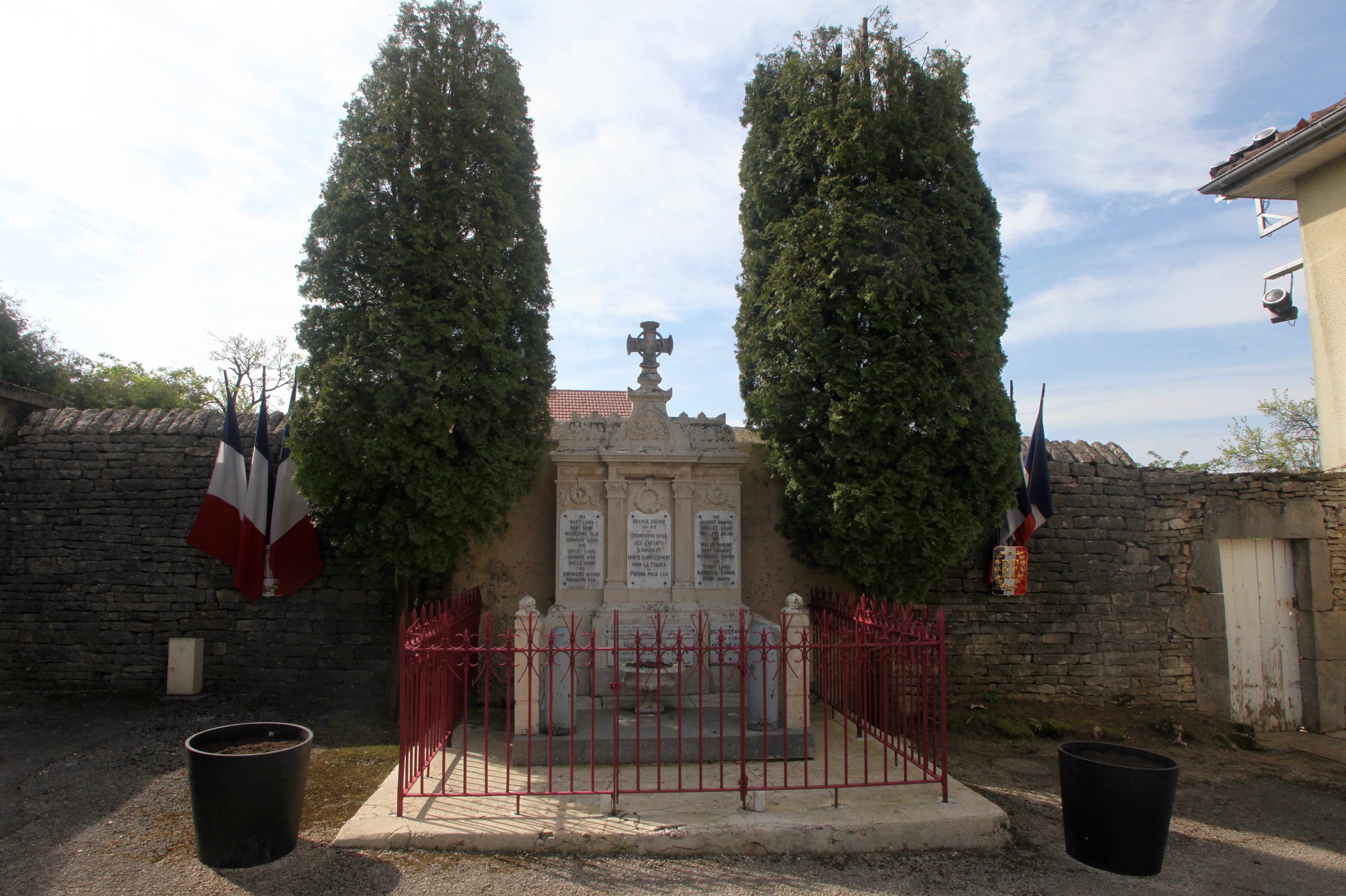
Monument aux morts.

- Belvédère de la reculée de Norvaux et les sources qui alimentent le ruisseau de Norvaux : Comboyer, Pomme Gaude, Fontaine des Cassards et Fontaine de Fer.

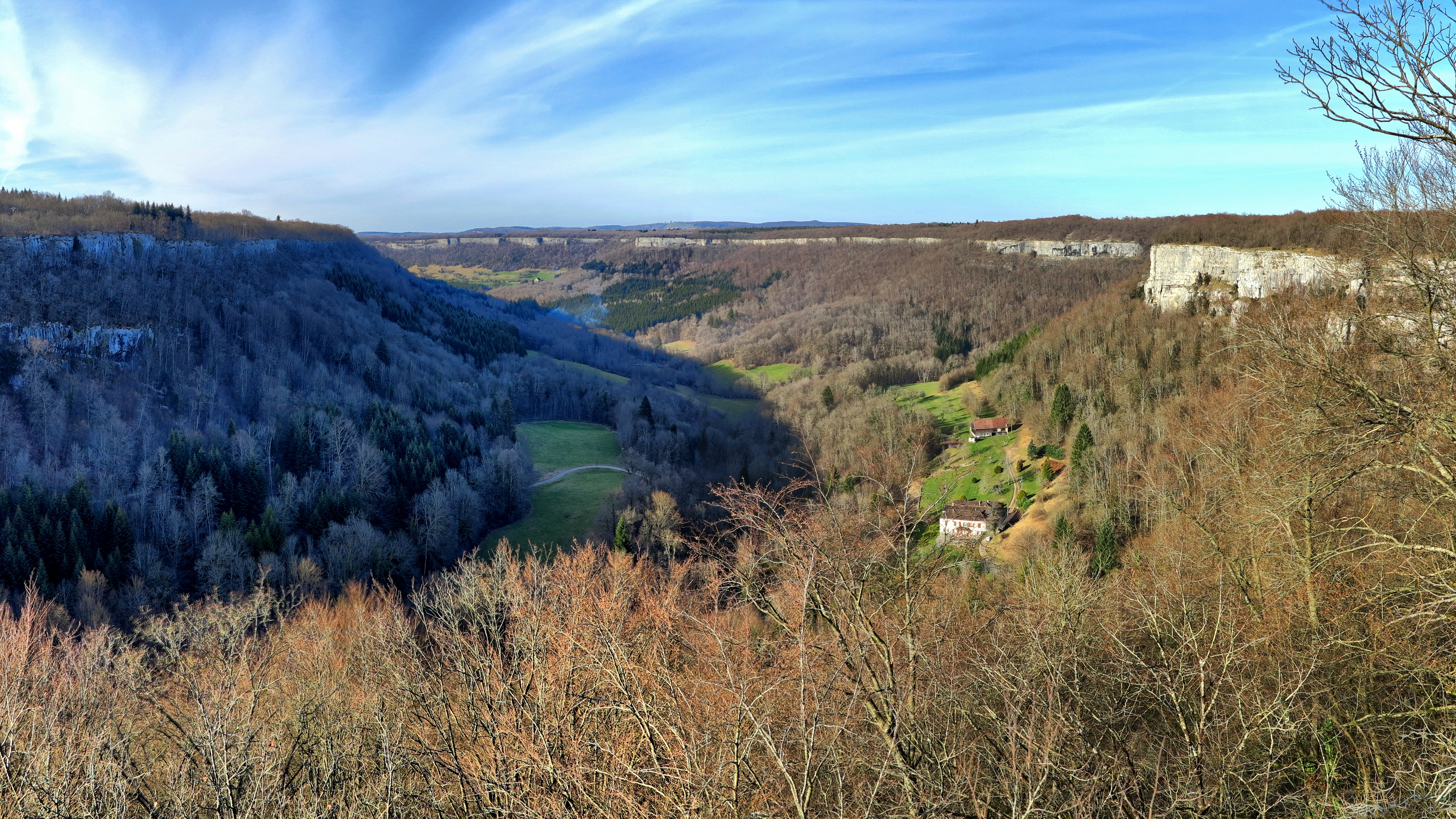
La reculée de Norvaux vue depuis le belvédère.
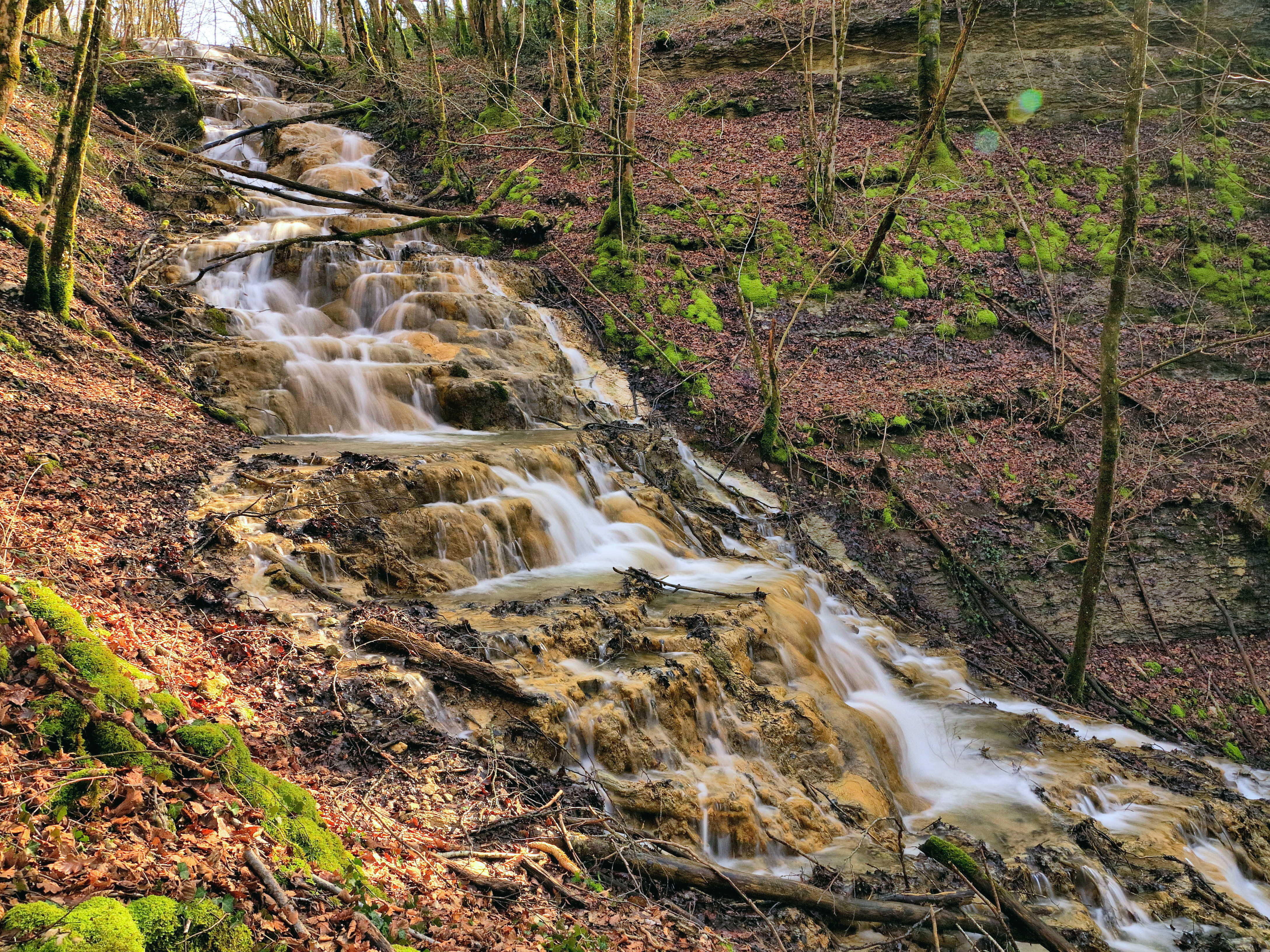
Cascades de tuf sur le ruisseau de Comboyer.
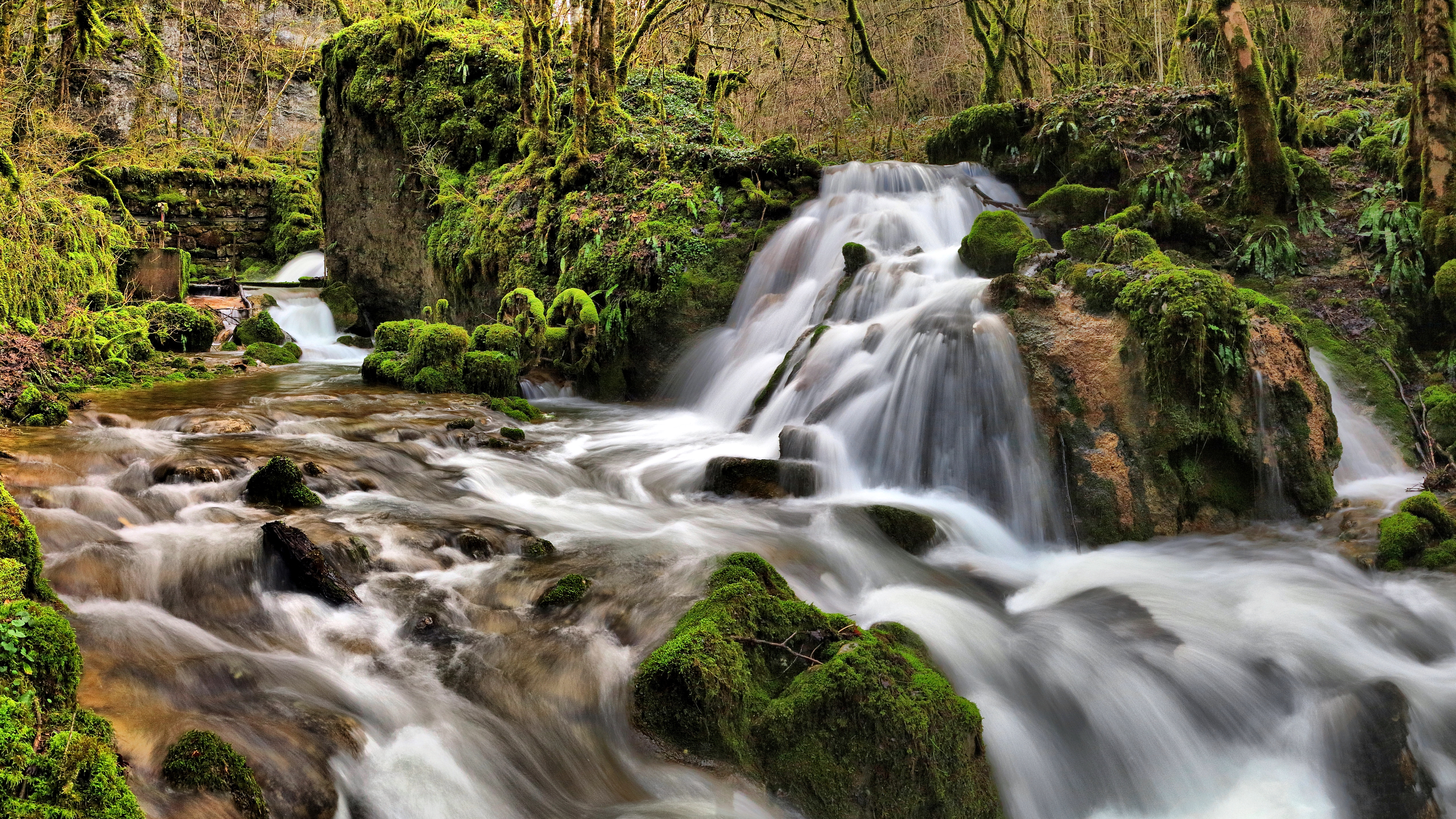
Cascade du moulin amont sur le ruisseau de Norvaux.

## Personnalités liées à la commune
- Alexandre Besson[22], né à Amancey en 1758, notaire, administrateur du département du Doubs, membre de la Législative, de la Convention, du Conseil des Cinq-cent, mort à Amancey en 1826. Il  vote la mort de Louis XVI, ce qui lui vaut d'être recherché durant la Restauration. Il échappe aux gendarmes en se cachant dans une des habitations du hameau de Norvaux.
- Palmyr Uldéric Cordier[23] (18 février 1871 - 5 septembre 1914), médecin major des troupes coloniales, né à Amancey. Savant connaisseur du sanskrit, il a combattu la variole au Sénégal et au Tonkin, la peste à Chandernagor et le choléra en Annam. L'école élémentaire de la commune porte son nom[24].
- Gilbert Barbier (né à Amancey en 1940), homme politique.